# جامع لاله لي
جامع لالي لي (بالتركية: Laleli Camii)‏ هو جامع يقع في حي «لالي لي» بإستانبول، بني بأمر من السلطان مصطفى الثالث.
استمر بناء الجامع من سنة 1753 حتى سنة 1763 م. دفن في مقبرة الجامع السلطان مصطفى الثالث وسليم الثالث.

## التسمية
«لالي» (بالتركية: Lale)‏ هي وردة الزنبق (والمعروفة أيضا باسم: زهرة التوليب).
واللاحقة «لي» (بالتركية: li)‏ تفيد معنى «ذو، صاحب، يَاءُ النِّسْبَةِ، يّ».
وبهذا يكون اسم منطقة «لالي لي» (بالتركية: Laleli)‏ وجامعها هو: الزنبقيّة، أو ذات الزنبق.

## معرض الصور

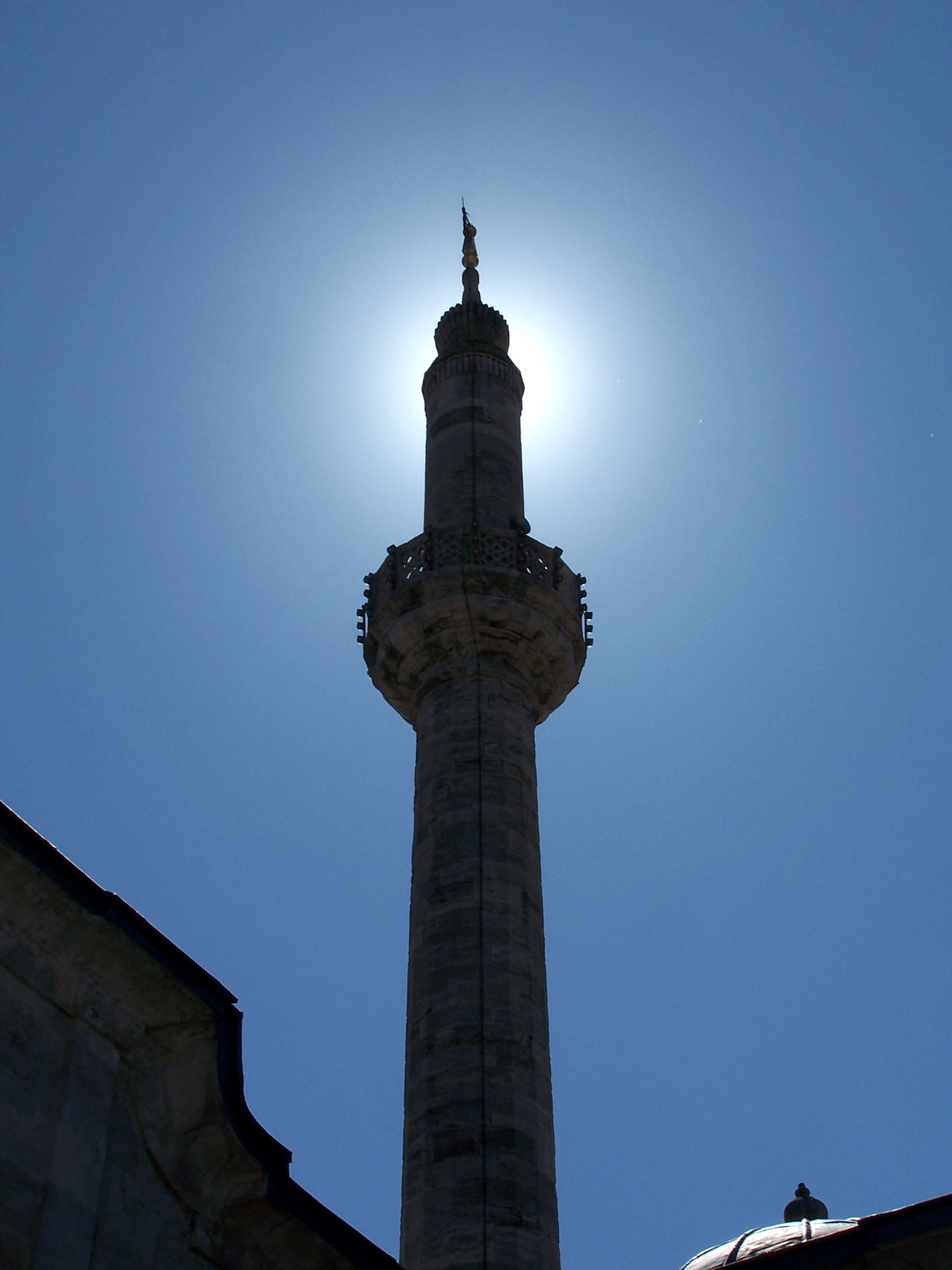
مئذنة جامع "لالي لي".
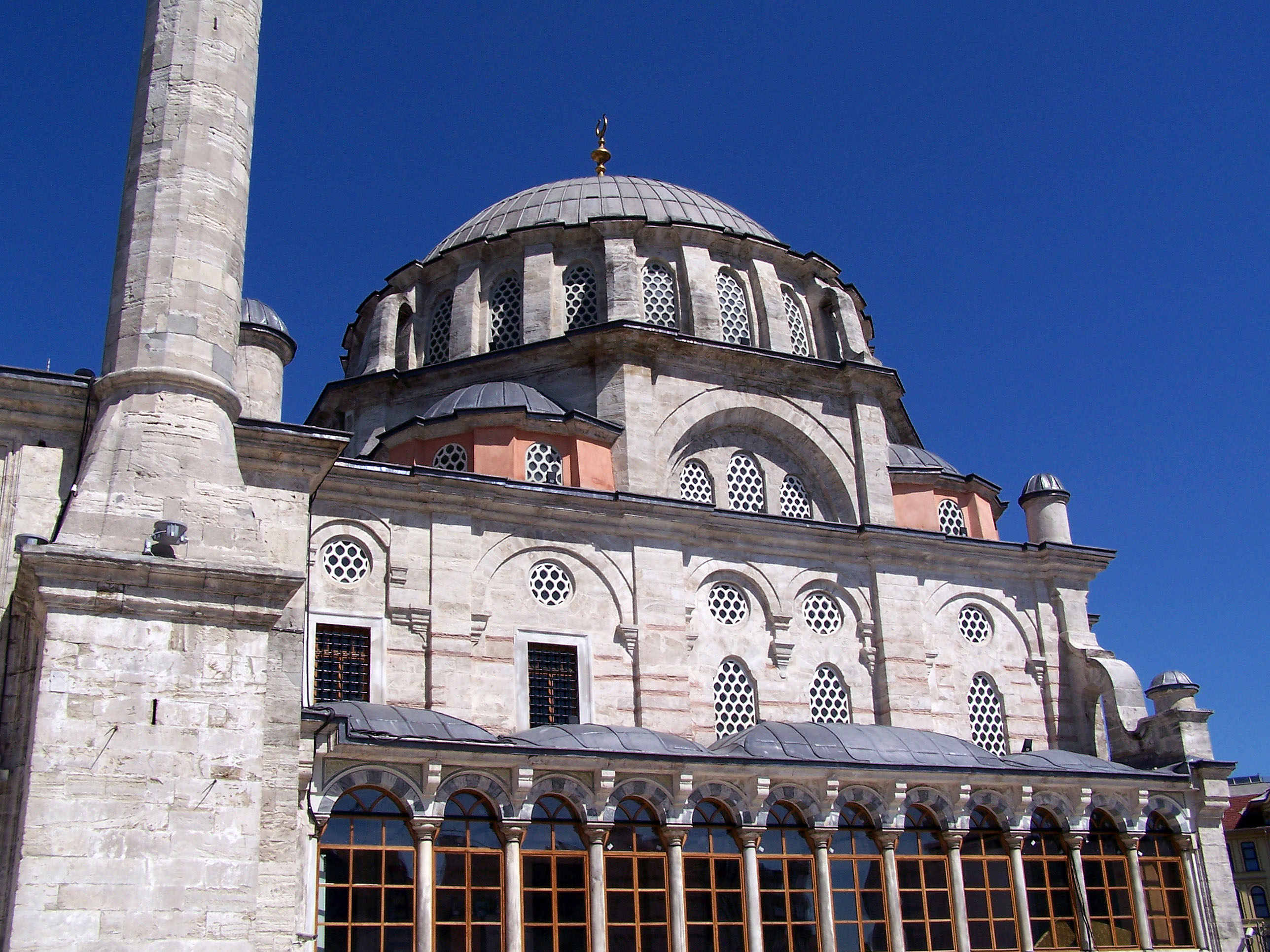
جامع "لالي لي".
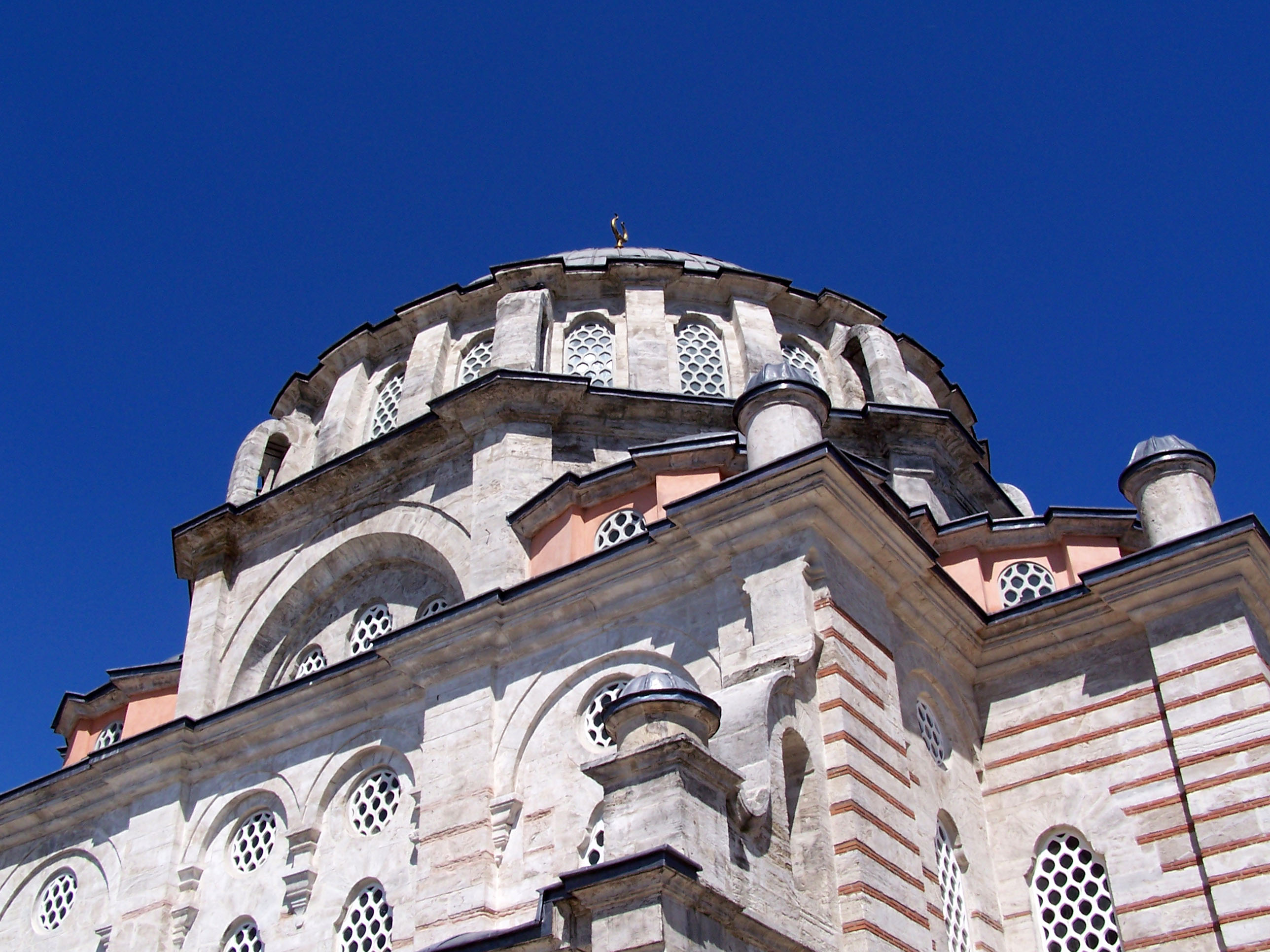
جامع "لالي لي".
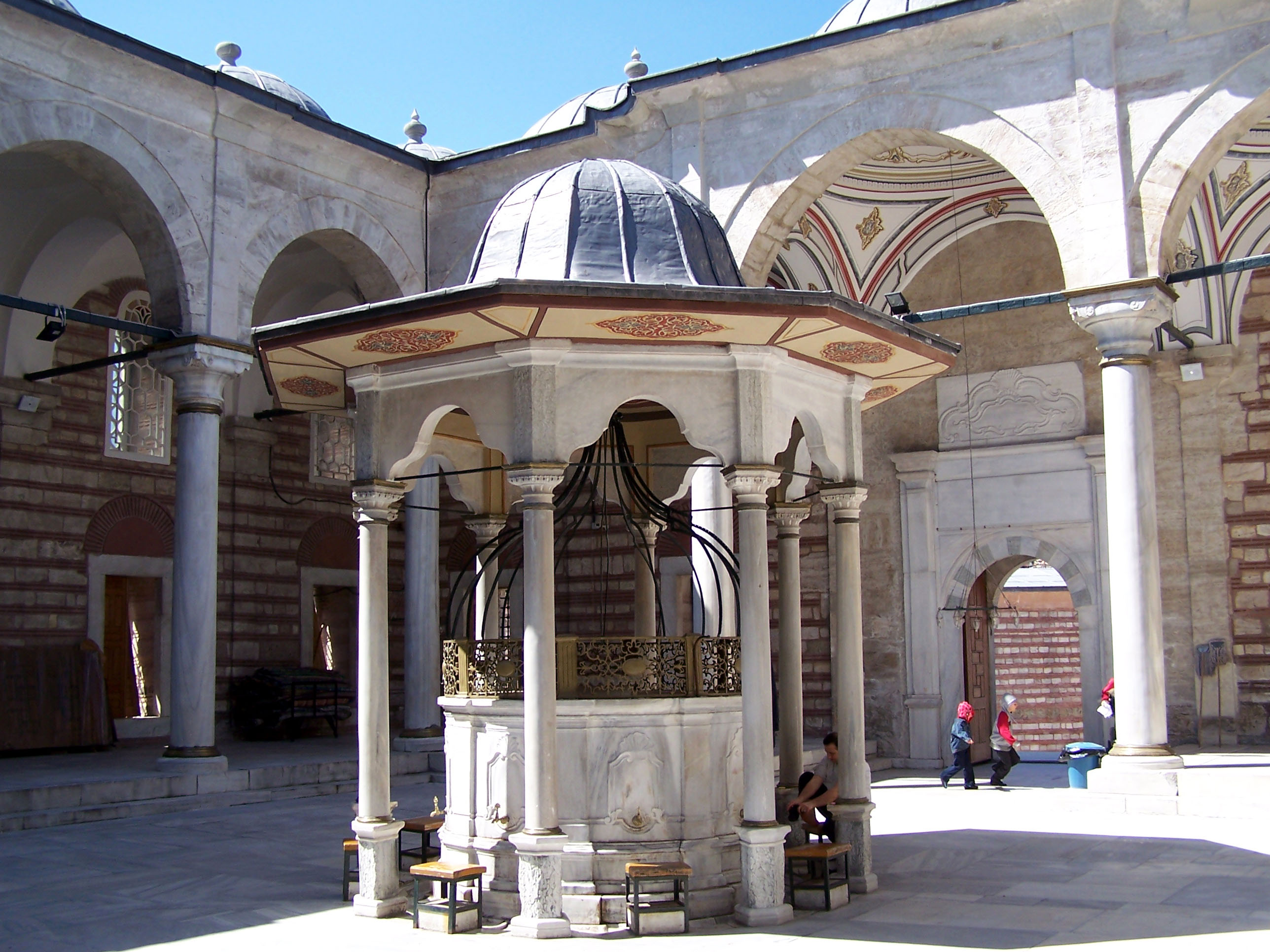
شاذروان جامع "لالي لي" (مكان الوضوء).
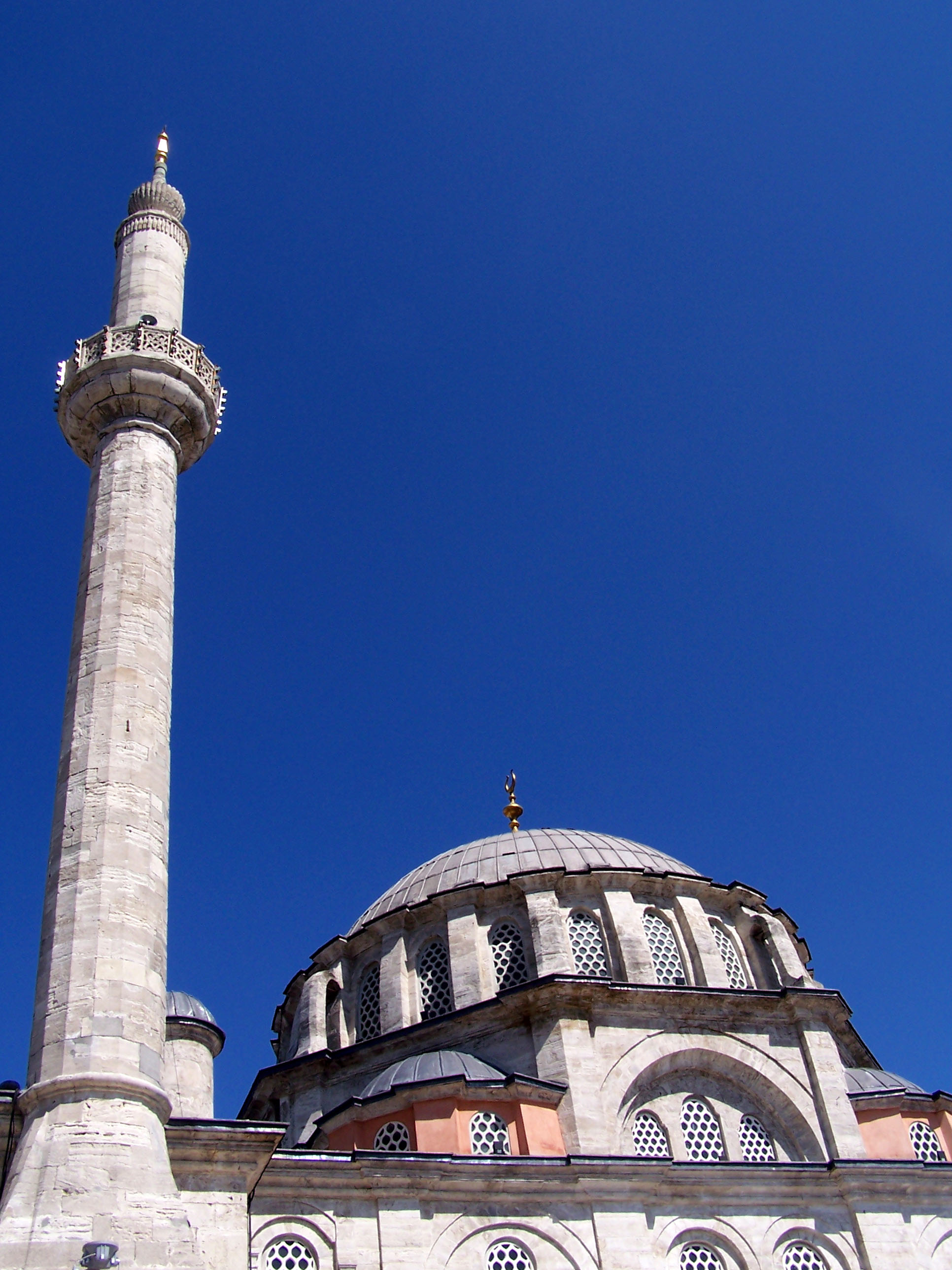
جامع "لالي لي".
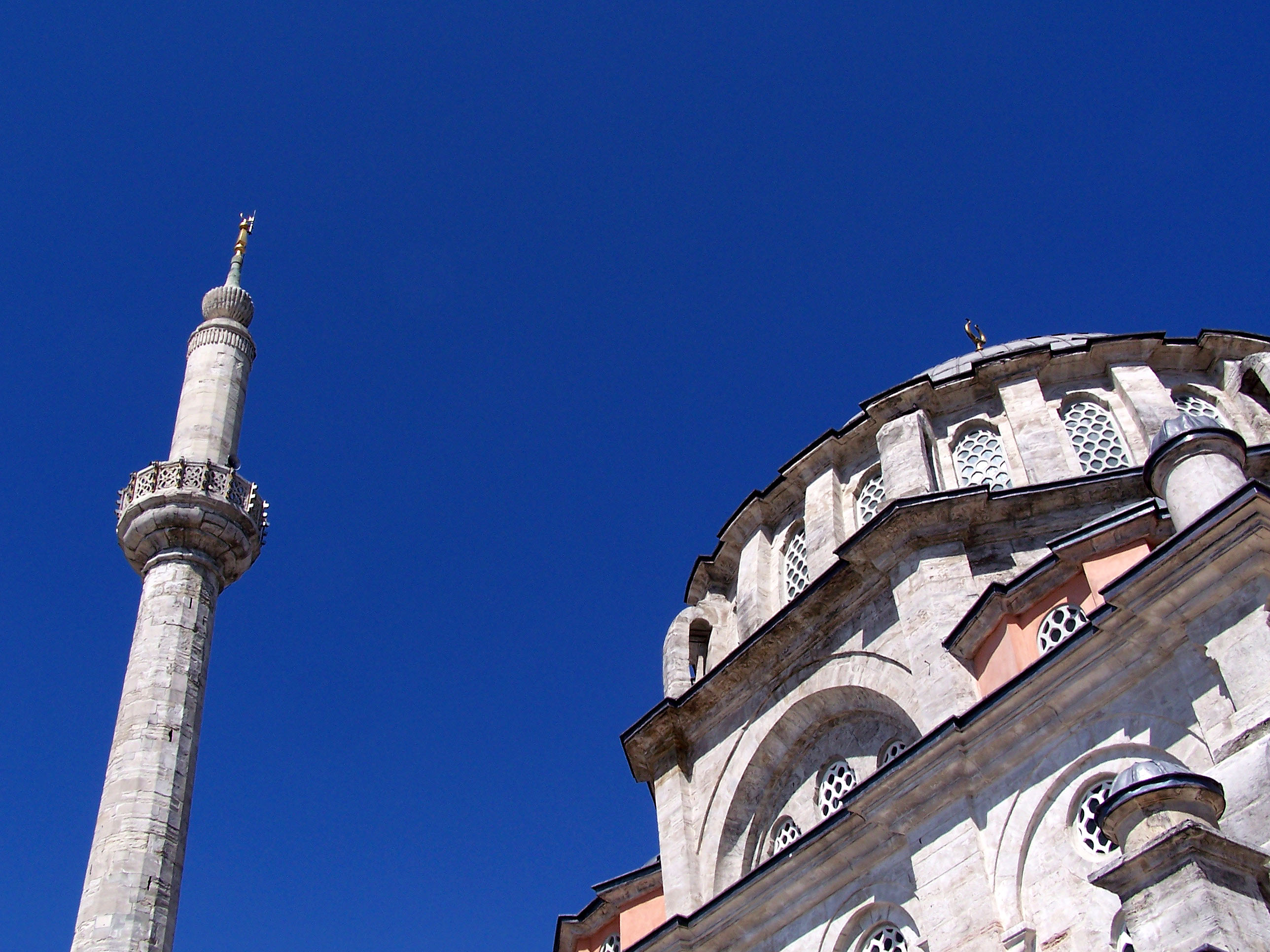
جامع "لالي لي".
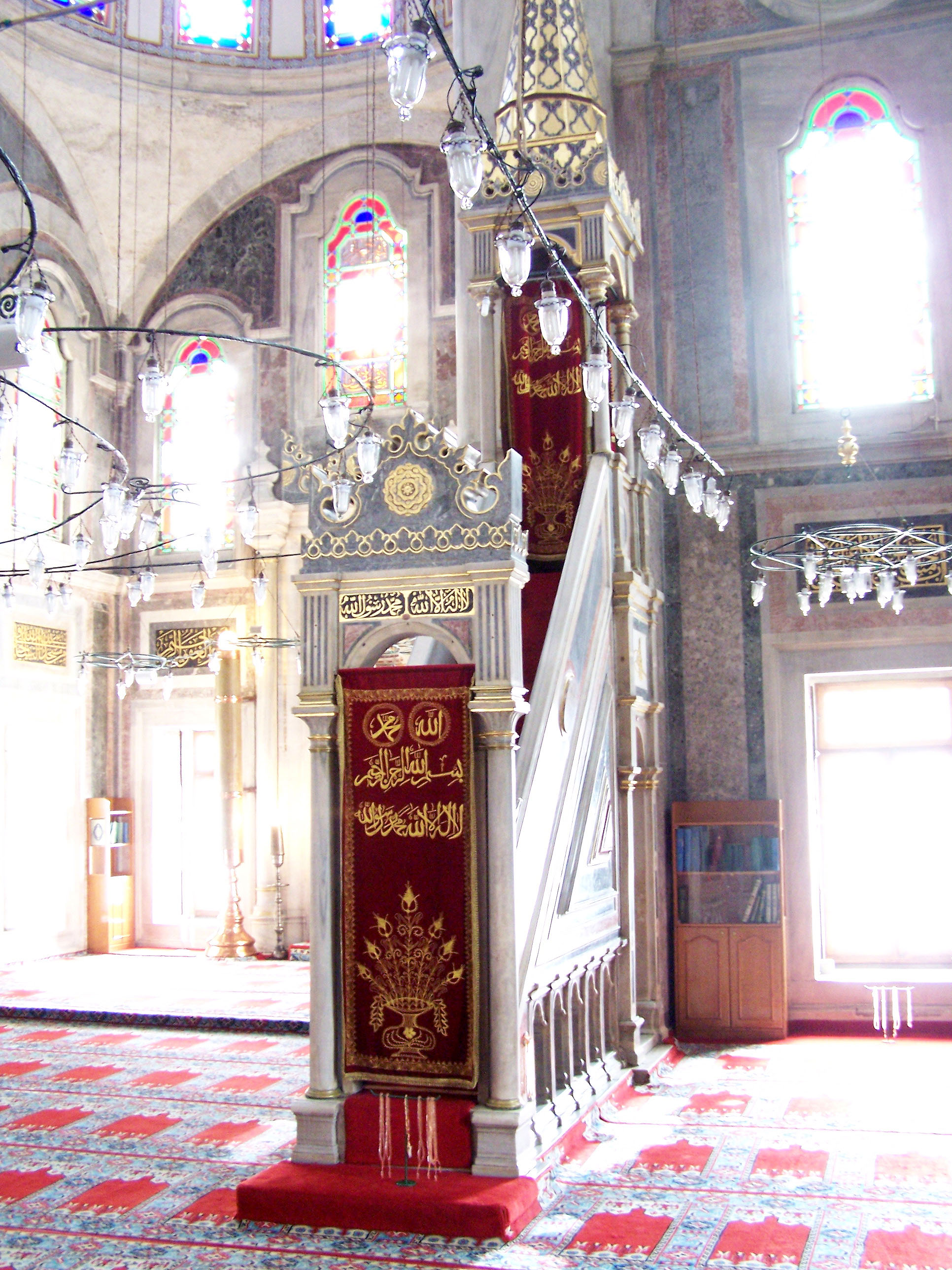
جامع "لالي لي".
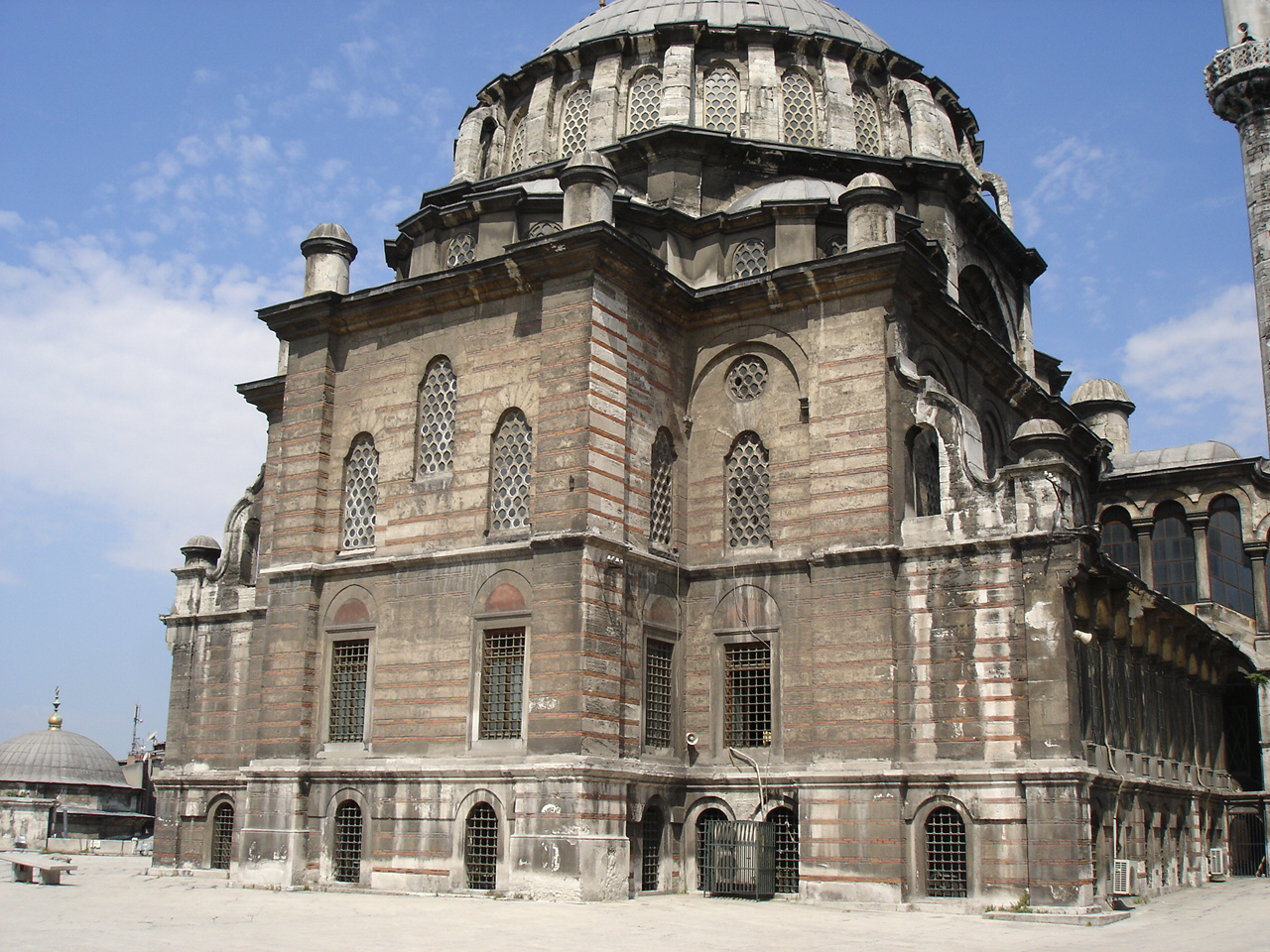
جامع "لالي لي".
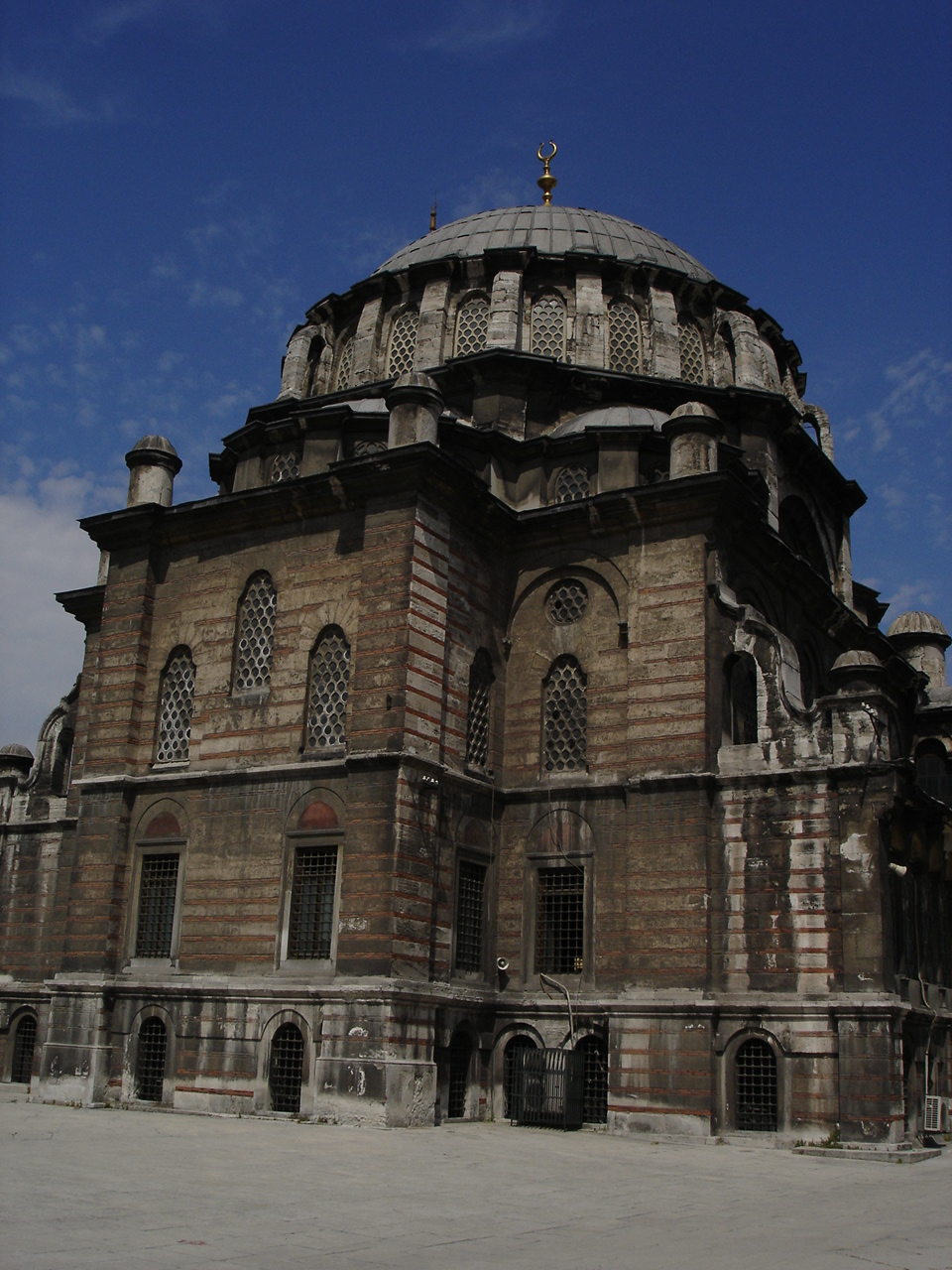
جامع "لالي لي".
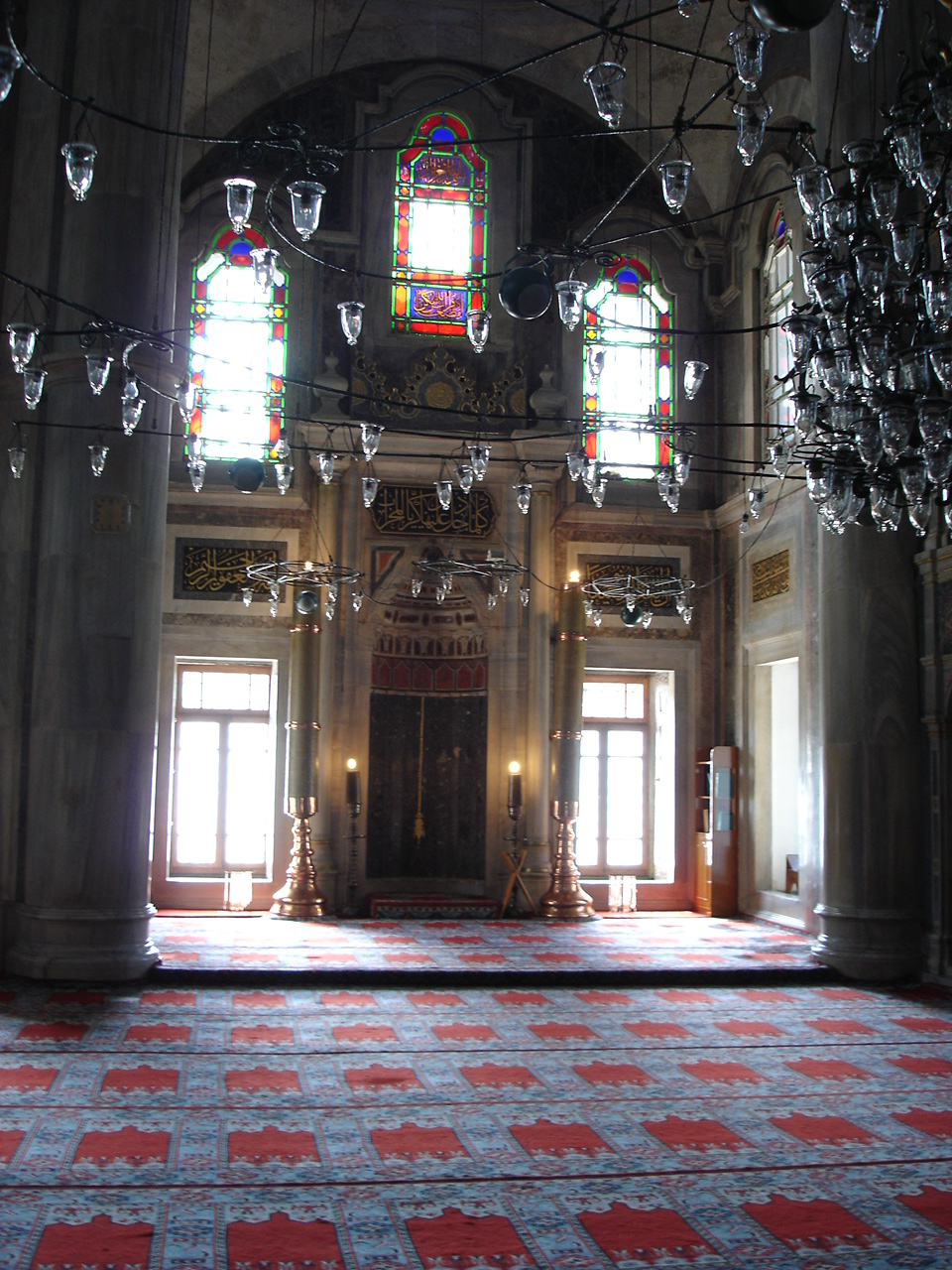
جامع "لالي لي".
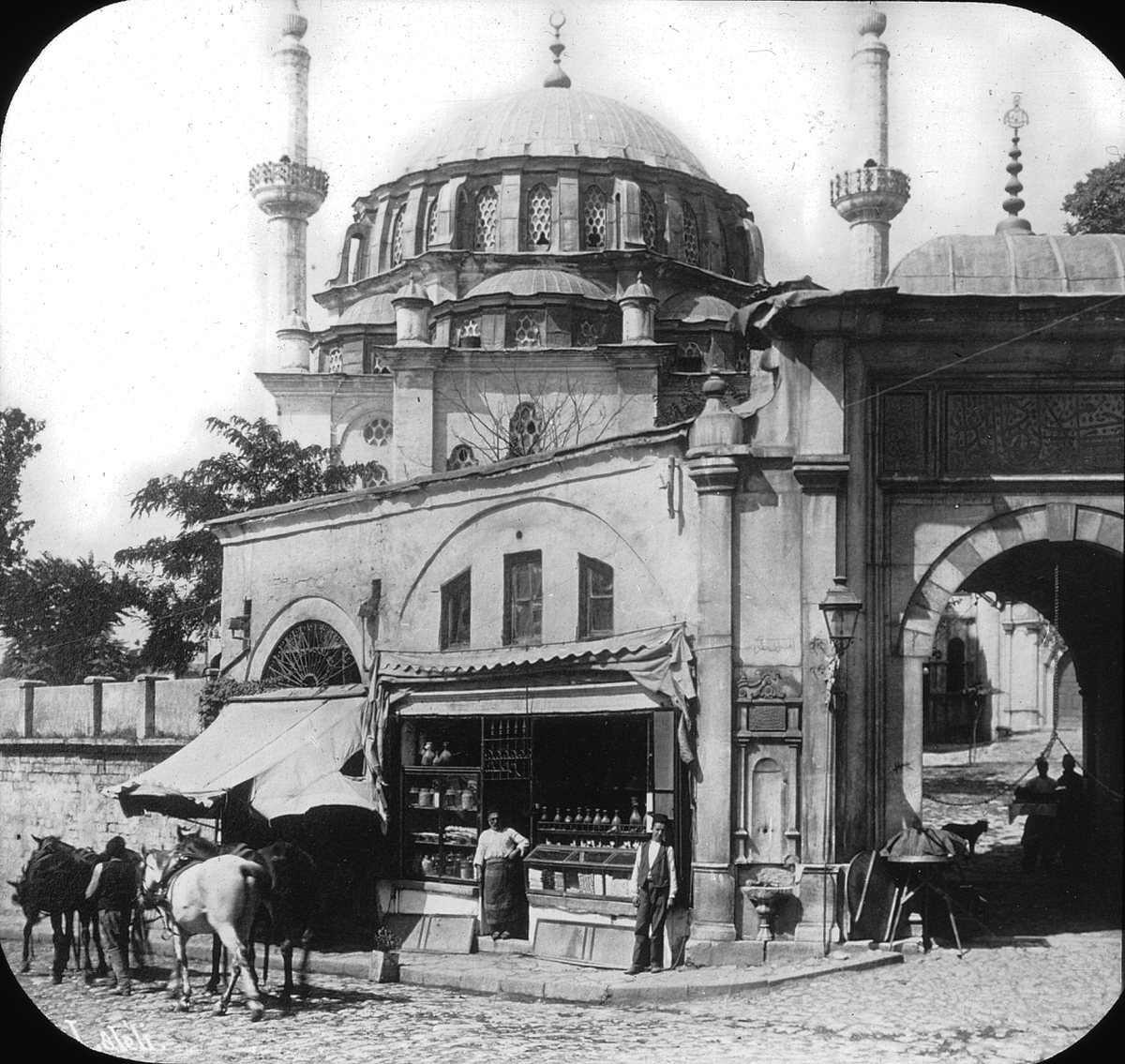
جامع "لالي لي".
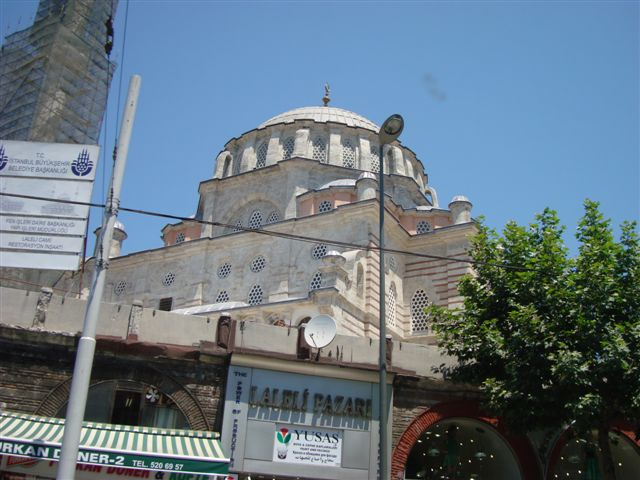
جامع "لالي لي".
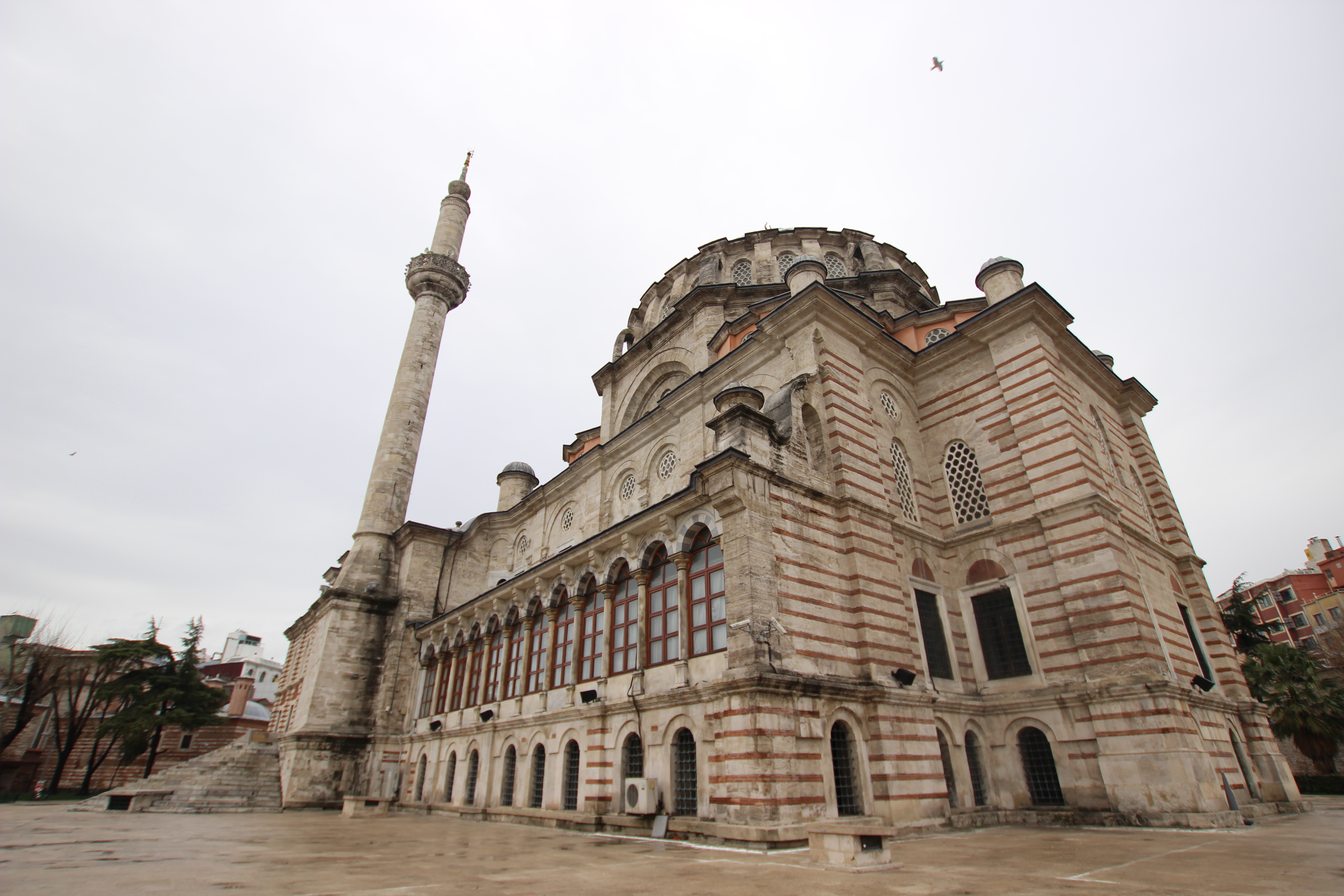
جامع "لالي لي".